# Histoire du christianisme en France
L’histoire du christianisme en France débute probablement au cours du IIe siècle. À partir de la séparation des Églises d'Orient et d'Occident, elle est principalement marquée par le rôle prépondérant de l'Église catholique dans la vie spirituelle et sociale du pays du Moyen Âge jusqu'à l'époque moderne puis, au XXe siècle et au début du XXIe siècle, par la récession de l’emprise du clergé sur les fidèles et celle de la pratique religieuse.

## Antiquité

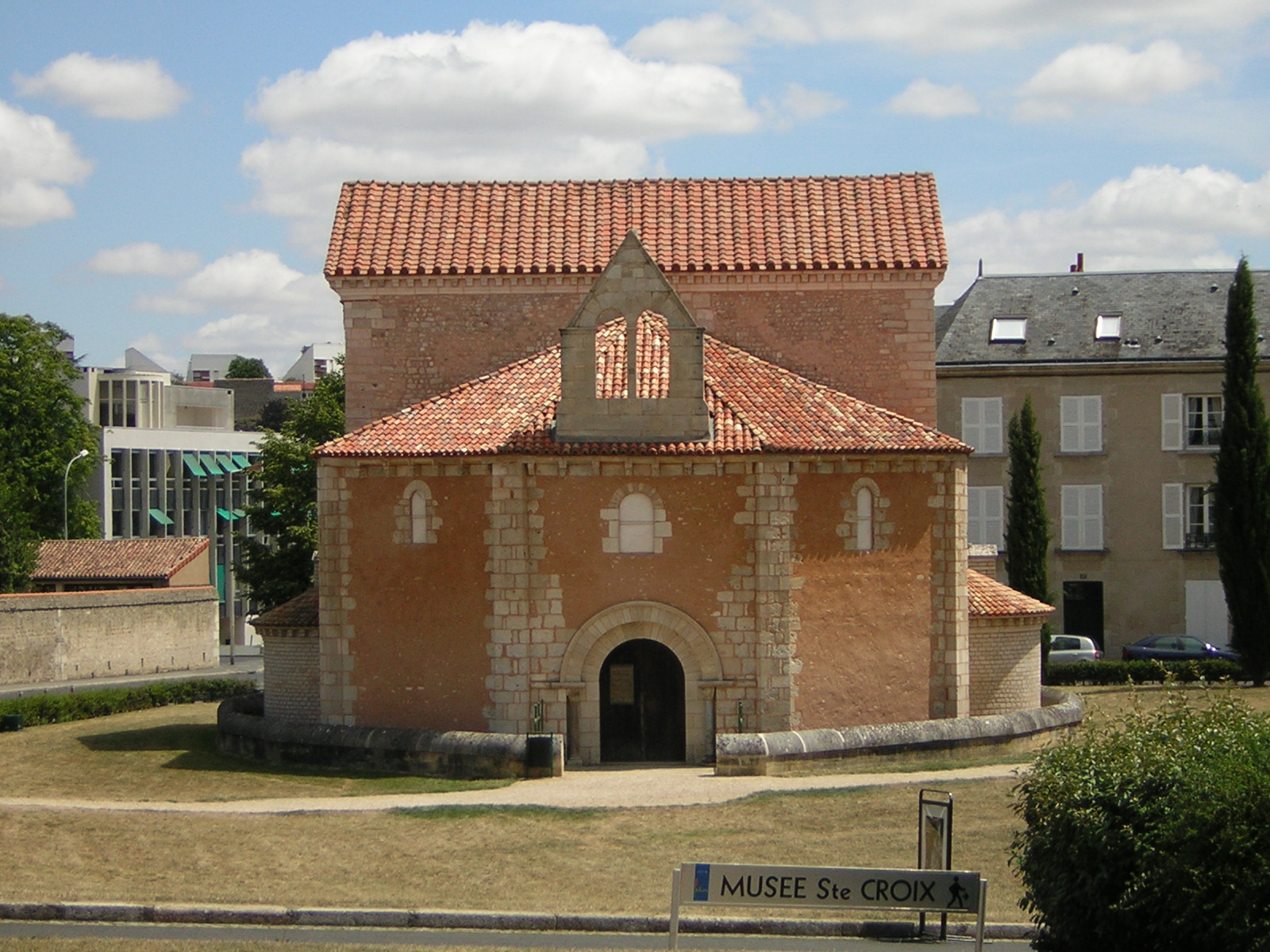
Baptistère Saint-Jean de Poitiers dont la construction remonte au IVe siècle.

L'évangélisation des Gaules, plus lente que celle des provinces orientales de l'Empire romain, débute sans doute au cours du Ier siècle mais reste difficile à appréhender. Le christianisme en Gaule pénètre probablement par des marchands venus d'Orient mais il est alors une religion non reconnue des autorités (religio illicita) dont peu de sources littéraires et de traces archéologiques témoignent. Cette religion est plus ou moins tolérée dans les faits, et les chrétiens ne sont pas systématiquement poursuivis. Seules des dénonciations nombreuses et concentrées dans une région ou une communauté aboutissent à une mise à mort d'apparence collective (martyrs de Lyon et de Vienne en 177).
Le christianisme a dû suivre le courant commercial méditerranéen en remontant la vallée du Rhône dans laquelle sont attestées par Eusèbe de Césarée les premières communautés chrétiennes connues en 177, celles de Vienne et de Lyon. Les chrétiens à cette époque se réunissent dans la clandestinité, sans doute dans des lieux de culte aménagés dans leurs demeures privées (maisons-églises ou domus ecclesiae) dont la structure est progressivement adaptée aux besoins des rituels (baptême et eucharistie).
Grégoire de Tours, dans son Histoire des Francs, amalgame des récits d'origines, de dates et de valeurs différentes, pour raconter l'histoire légendaire des sept missionnaires qui, au temps de la persécution de Dèce autour de 250, auraient été envoyés en Gaule par « les évêques de Rome » : Gatien de Tours, Trophime d'Arles, Paul de Narbonne, Saturnin de Toulouse, Denis de Paris, Austremoine de Clermont et Martial de Limoges. En réalité, la fondation des premiers évêchés n'est connue le plus souvent que par des traditions locales tardives et légendaires qui visent à prouver l'antériorité d'un siège par rapport à un autre, et même à faire remonter la conversion aux temps apostoliques. Ces traditions primitives, à l'historicité douteuse, s'appuient sur des monuments chrétiens dont les quelques traces archéologiques sont difficiles à interpréter, comme la crypte du martyrium de saint Denis ou le mons Cetardus au pied duquel s'est implanté le plus ancien cimetière chrétien de Paris à la fin du IIIe siècle). La lente et inégale christianisation des Gaules n'est ainsi perceptible jusqu'au IVe que par les sources littéraires dont les passions et vies des saints fondent alors la partie principale du corpus.
De nombreuses légendes hagiographiques et traditions poétiques sont créées aux IIIe et IVe siècles pour légitimer un sanctuaire, un pèlerinage, une fête ou des origines dynastiques, faisant apparaître des saints apostoliques et martyrs dont l'historicité n'est pas assurée : Caprais et Foy d'Agen dont les corps, inconnus jusqu'au Ve siècle, apparaissent lors de translations miraculeuses de reliques ; Maurice d'Agaune et ses compagnons dont les corps sont également inventés ; Quentin à Vermand et Lucien de Beauvais qui apparaissent dans des Passions tardives.
En dehors de Vienne et de Lyon (dont le deuxième évêque, Irénée de Lyon, est connu comme un des Pères de l'Église et le premier occidental à réaliser une œuvre de théologien systématique), il faut attendre le milieu du IIIe siècle pour trouver trace d'autres communautés chrétiennes en Gaule. L'étude des catalogues épiscopaux montre l'établissement d'une trentaine d'évêchés avant la Paix de l'Église. Les communautés gauloises connaissent au IVe siècle un affermissement matériel, grâce aux dons des fidèles, voire à l'évergétisme de notables. Ce développement se retrouve dans l'historicité d'un nombre croissant d'évêques (historicité confirmée par les suscriptions des conciles ou les correspondances diverses) et les traces de construction d'églises à cette époque, ainsi que les plus anciens monuments chrétiens subsistant en Gaule, des baptistères rectangulaires (baptistère de Poitiers, baptistère de Lyon doté d'une abside).
L'expansion du christianisme en Gaule se traduit en chiffres : alors que la population totale de chrétiens n'excède pas 2 % vers 250, elle atteint 5 à 10 % sous Constantin au IVe siècle. Le concile d'Arles en 314 condamne le donatisme. Alors que l'arianisme se développe en Gaule, Hilaire de Poitiers, grand défenseur de l'orthodoxie nicéenne, condamne cette « hérésie » en 355. Du IIIe   au   IVe siècles, les chrétiens sortent de la clandestinité et renforcent l'organisation de leur église. L'État romain s'estime menacé par leur expansion rapide. Ils « inquiètent moins par la rébellion ouverte de quelques-uns que par la volonté d'une majorité d'entre eux de s'intégrer et de se faire ainsi reconnaître comme de bons citoyens », aussi suscitent-ils plusieurs persécutions.
En 380, le christianisme devient la religion officielle de l'Empire romain.
Martin de Tours introduit le monachisme en Gaule moyenne à la fin du IVe siècle : le monachisme martinien s'ancre autour de la Loire, tandis que les monachismes lérinien et cassianite se développent dans la Gaule méridionale au Ve siècle.

## Moyen Âge
À la fin du Ve siècle, l'occupation des Francs affecte un temps l'implantation chrétienne dans les régions où ils s'installent, mais le baptême de leur roi Clovis vers l'an 500 favorise la fusion de ce peuple germanique avec le peuple gallo-romain sous le couvert du christianisme nicéen de la Gaule. Cet événement apparaît a posteriori, dans l'historiographie française ancienne, comme un tournant historique majeur, symbole à la fois de la conversion du pays au catholicisme et de l'origine de la monarchie sacrée des rois de France, « mythe de Clovis » inscrit notamment dans les Grandes Chroniques de France rassemblée sous Louis IX (1214-1270). De 511 à 673, les conciles mérovingiens tendent à codifier les rapports entre le roi et l'église nicéenne.
Le VIIe siècle est une période importante, pour l'Europe comme pour la Gaule franque, de pénétration et d'expansion chrétienne. L'évangélisation des villes et des milieux aristocratiques dans laquelle s'impliquent directement les évêques, et celle des campagnes en pleine croissance démographique, favorise la multiplication des lieux de culte, notamment grâce aux défrichements, à l'irrigation et à la mise en culture menés à partir des fondations monastiques (tels les monastères mérovingiens (en) qui deviennent très vite des centres de hautes études sacrées). Cette période d'optimum climatique voit également le développement du réseau paroissial, les domaines ruraux de quelque importance ayant au moins au VIIIe siècle leur église propriétaire.
En quête d'un meilleur protecteur militaire contre les Lombards, le pape Étienne II rompt les dernières amarres de Rome avec l'Empire romain d'Orient (exarchat de Ravenne) en 754 et sacre Pépin le Bref roi des Francs. Dès lors, l'histoire du christianisme occidental se confond tant avec celle de l'Église de Rome qu'avec celle de la monarchie franque : le document apocryphe appelé « Donation de Pépin » prétend créer le 14 avril 754 les États pontificaux. Le concile de Charroux en 989 officialise la volonté de la Pax Dei et aboutit au principe de « Trêve de Dieu », manifestation du pouvoir croissant de l'Église dans la société.
Du XIe au XIIIe sièclee, les chevaliers et souverains français prennent une part prépondérante dans les croisades en Espagne et en terre sainte. La création de l'Ordre du Temple en 1129 naît dans ce contexte de guerre sainte et de croisades. L’Inquisition médiévale chargée de lutter contre les « hérésies », est introduite devant les tribunaux ecclésiastiques par le pape Innocent III en 1199. Avant de s'adoucir au XVe siècle pour muer en « Sacrée congrégation du Saint-Office », elle marque la France par la vauderie d'Arras, les procès en sorcellerie en milieu urbain entre 1459 et 1461, la mise en cause des personnes de toutes conditions sociales, les conversions forcées de Juifs et son intervention à l'intérieur de la chrétienté catholique, rôle similaire à celui des croisades à l'extérieur. Le concile de Vienne de 1312 condamne les Templiers et interdit les béguinages.
Au Moyen Âge tardif, l'Église catholique n'a plus le rôle culturel et social qui était le sien au milieu du Moyen Âge féodal et qui l'avait rendue indispensable à l'exercice du pouvoir. Les mutations économiques induisent la création d'États modernes et d'entreprises privées : l'Église n'a plus autant de moyens fonciers et économiques pour rassembler culturellement. Sur le terrain politique, cela se traduit par l'affrontement du roi de France Philippe le Bel et du pape Boniface VIII qui cherchent, chacun, à affirmer la primauté absolue de leur pouvoir, ce qui aboutit au grand schisme d'Occident de 1378 à 1418 : des papes se succèdent à Rome, d'autres à Avignon (voir papauté d'Avignon de 1309-1418).
La pragmatique Sanction de Bourges en 1438 marque le premier pas vers le gallicanisme.

## Époque moderne
Le concordat de Bologne signé en 1516 entre François Ier et le pape Léon X régit les relations entre l'Église catholique et le roi de France jusqu'en 1790. Il donne aux rois de France un pouvoir sur l’Église dans leur royaume, dont ne disposait aucun autre souverain catholique.
Implanté en France dès les débuts de la Réforme grâce aux succès du luthéranisme, le protestantisme coexiste pacifiquement avec le catholicisme pendant une trentaine d'années, puis des guerres de Religion se déclenchent, marquées notamment par la création de la Sainte Ligue en 1568, par le massacre de la Saint-Barthélemy en 1572 et par l'édit de Nantes en 1598. Le concile de Trente de 1545 à 1563 marque « la coupure entre l'Église médiévale et l'Église des temps classiques ». La Compagnie de Jésus, fondée à Paris en 1539, s'engage fortement dans la réforme catholique post-tridentine. Cette Réforme est notamment marquée par un nouvel apogée du culte des saints et des reliques.
La France adopte en 1582 le calendrier grégorien qui est toujours son calendrier au XXIe siècle.
Le développement du culte marial en France voit son couronnement à l'occasion du vœu de Louis XIII en 1638 au cours duquel la Vierge Marie est proclamée sainte patronne de la France.
Louis XIV, cherchant à unifier son royaume sur les plans religieux, administratif et politique, souhaite faire disparaître le protestantisme de France. En 1685, il signe l'édit de Fontainebleau, souvent appelé Révocation de l'édit de Nantes. La conséquence la plus concrète de cet édit est l'accélération de l'exil définitif de quelque 200 000 personnes, soit environ un pour cent de la population du royaume, appartenant à l'élite intellectuelle, principalement au profit de tous les concurrents économiques de la France : l'Angleterre, les Pays-Bas, la Suisse et la Prusse, et parfois de leurs colonies comme l'Amérique ou l'Afrique du Sud.
Dans le contexte de cette révocation, Louis XIV souhaite alphabétiser le peuple et astreindre tous les enfants, quelle que soit leur confession, et notamment protestante, de suivre les mêmes écoles. Il signe l'Ordonnance royale du 13 décembre 1698 sur les écoles paroissiales. De facto, l'Église catholique de France prend en charge gratuitement ces derniers.
Le jansénisme se développe au XVIIe siècle et se confond au XVIIIe siècle avec la lutte contre l’absolutisme et l’ultramontanisme. L'abbaye Port-Royal des Champs, centre névralgique de ce mouvement, est rasée sur ordre de Louis XIV en 1713
La fidélité inconditionnelle des jésuites au Saint-Siège les rend toujours quelque peu suspects lorsque le pouvoir tend vers l'absolutisme, ce qui vaut leur bannissement du royaume de France en 1763.
Le 7 novembre 1787, par son édit de tolérance, Louis XVI abolit la plupart des discriminations à l'encontre des protestants et des juifs de France, en leur permettant d'avoir de jure un état civil sans avoir à se convertir au catholicisme, qui reste la religion d'État du royaume de France, mais n'est plus imposé à tous les sujets.

## Époque contemporaine

Carte Boulard qui distingue en 1947 les « paroisses chrétiennes », les « paroisses indifférentes mais de culture chrétienne » et les « pays de mission », montrant une France déchristianisée « en Y inversé ».

Circonscriptions catholiques françaises depuis 2002.

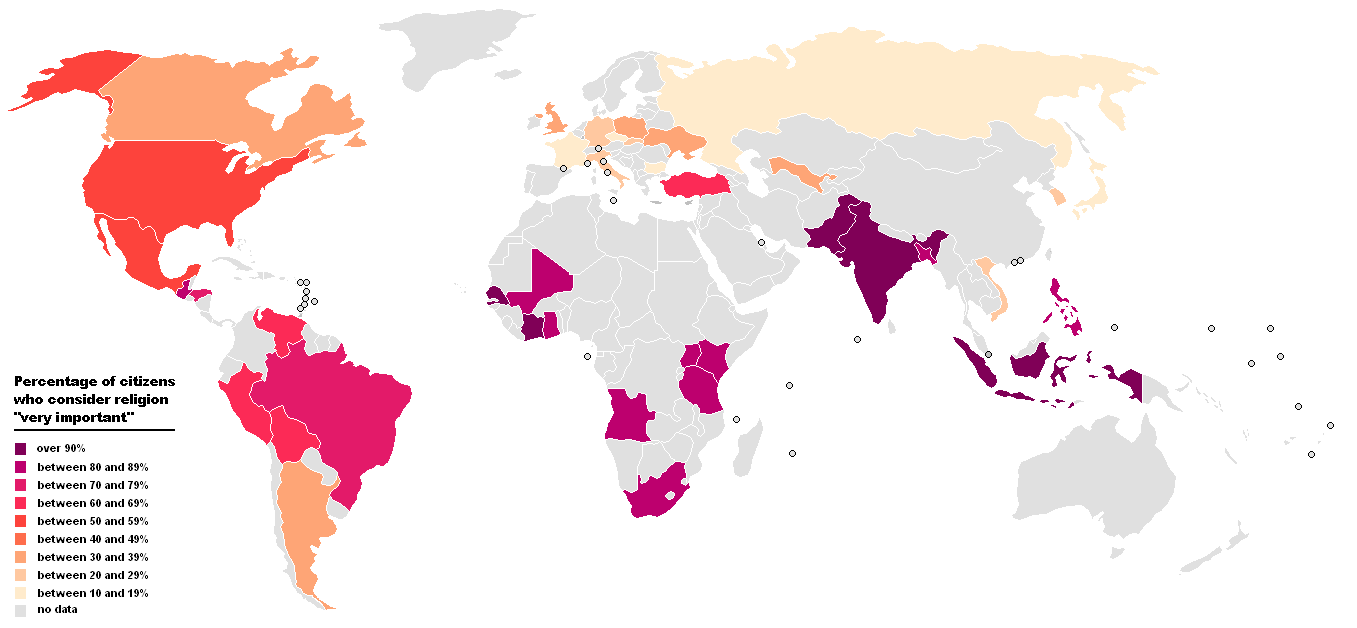
Indépendamment de la pratique religieuse, cette carte du monde rappelle que 11 % de la population française déclare la religion comme quelque chose de « très important » pour elle en 2002.

La Révolution française est marquée par une volonté de réformer l'organisation du clergé français. Un comité ecclésiastique est créé dès août 1789 par l'Assemblée constituante. Une fois adoptée la nationalisation des biens du clergé, ses travaux débouchent sur le rapport de Louis-Simon Martineau, défenseur du jansénisme, proposant une Constitution civile du clergé, votée par l'Assemblée le 12 juillet 1790. Ce projet visait à restructurer les diocèses et les paroisses, à faire élire les curés comme les évêques par les corps électoraux locaux (la désignation des évêques n'étant plus validée par le pape), à remplacer les chapitres cathédraux par des vicaires épiscopaux désignés par les évêques, et à rétribuer le clergé par la Nation. Malgré l'opposition du pape Pie VI, Louis XVI donna son accord le 22 juillet 1790 à cette constitution qui fut promulguée le 24 août suivant. Mais elle provoqua un véritable schisme : devant le refus de nombreux ecclésiastiques de prêter serment à la Constitution civile du clergé, plusieurs décrets furent votés par l'Assemblée nationale contre les prêtres réfractaires dont un grand nombre durent émigrer. Il s'ensuivit une période de déchristianisation (1793-1794), marquée par la fermeture des églises parfois transformées en temples de la Raison, l'abandon du calendrier grégorien avec l'adoption du calendrier républicain, etc.
Une pacification religieuse revient grâce à la signature du Concordat de 1801 entre Pie VII et Bonaparte, qui abandonne la constitution civile du clergé, et dont le préambule indique que le « gouvernement de la République » reconnaît le catholicisme romain comme la religion de « la grande majorité » des Français.
La laïcité française se construit au XIXe siècle dans le face à face entre catholiques et républicains. Ce corpus juridique assure la liberté d'être croyant ou non et la séparation entre les communautés ou organisations religieuses et l'État. Le catholicisme y trouve certains avantages (financement public de ses lieux de culte et en partie de ses établissements d'enseignement, sous certaines conditions) mais aussi beaucoup de limitations, notamment de ses efforts missionnaires et prosélytes à l'intérieur du pays : cela amène une crise progressiste entre 1949 et 1954, une crise des mouvements de jeunesse catholique entre 1956 et 1965, les retombées ecclésiales de la crise de mai 68, les débats autour de l'encyclique Humanae vitae, la crise lefebvriste suivie de la dissidence intégriste, le renouveau charismatique, la « crise des vocations »…). Selon les points de vue, ces crises peuvent être analysées comme des signes de renouveau et de modernisation, comme un raidissement face à l'évolution de la société, comme un recentrage sur l'essentiel, ou encore comme un déclin de l'institution ecclésiale.
L'intégration des musulmans et la place de l'islam dans le champ religieux français, suscite des débats politiques et théologiques parmi les catholiques français : l'antisémitisme recule et l'anti-islamisme rassemble ; toutefois, l'apport des travaux ethnologiques dans les années 1950 et la décolonisation favorisent aussi le dialogue islamo-chrétien dont les principaux précurseurs sont Louis Massignon, Jean-Mohammed Abd-el-Jalil, Louis Gardet et Georges Anawati.
La liberté de conscience protestante se traduit par des contradictions « entre son héritage libéral et la montée en puissance, jusqu'au sein des institutions de la Fédération protestante de France, d'un courant évangélique plus identitaire et plus conservateur ».
Si le paysage religieux français reste, statistiquement, dominé par le face-à-face entre catholiques et non-croyants, le sentiment est largement partagé que la France est désormais un pays multiconfessionnel (en).
Selon une étude de 2019-2020, le catholicisme est la première religion déclarée chez les 18-59 ans avec 29 % des déclarants, suivi par l'islam (10 %) et d'autres formes de christianismes (9 %). L'étude permet une comparaison avec 2008-2009 pour les 18-49 ans. L'affiliation religieuse y est globalement en baisse passant de 55 % à 47 % mais avec des évolutions diverses selon les origines et les confessions. L'affiliation à la religion catholique baisse (de 43 % à 25 %) tandis qu'elle est en hausse pour d'autres formes de christianisme (de 2,5 % à 9%) portées notamment par les églises protestantes d'une immigration africaine ou se développant dans les régions outre-mer. Parmi les catholiques, seuls 6 % déclarent la religion comme un élément de leur identité contre 16 % pour les autres chrétiens. Ils ne sont aussi que 8 % à fréquenter régulièrement un lieu de culte contre 20 % pour les autres chrétiens.